# Rimsko-perzijski ratovi
Rimsko-Perzijski ratovi bio je niz ratnih sukoba između dvaju moćnih carstava koji je trajao od 230. godine pa skoro do prestanka postojanja obje države.

## Uvod
Politički život Partskog i Rimskog Carstva je bio obilježen mirom i trgovinom koja se prekidala samo kratkotrajnim ratovima. Ta priča o mirnom suživotu istoka i zapada doživljava svoj iznenadni kraj građanskim ratom u državi Parta i pobjedom Ardašira I. koji osniva kraljevstvo Sasanida. Osnovni politički program nove države postaje obnova Carstva Kira Velikog u njegovim povijesnim granicama. U skladu s tim programom ovo kraljevstvo potražuje od Rimskog Carstva Armeniju, Bliski Istok, Malu Aziju i Egipat što će dovesti do 400 godina ratnih sukoba

## 3. stoljeće
Prvi rat ova dva Carstva počinje 230. godine kada Veliki kralj Perzijskog Carstva Ardašir I. napada rimsku Mezopotamiju. Odgovor je protuudar rimskog cara Aleksandra Severa koja završava nerješnim ishodom i prestankom vojnih operacija (ali ne i sklapanjem mira). Novi otvoreni sukob počinje napadom velikog kralja Šapura I. 240. godine. On će završiti za Rimljane nepovoljnim mirovnim sporazumom iz 245. godine. Novi rat će početi 253. godine perzijskim osvajanjem Antiohije. Tijekom ovog rata rimskog cara Valerijana će pobijediti i zarobiti Perzijanci. Nakon smrti on će biti prepariran i držan kao najveća ulovljena zvijer na perzijskom dvoru sve do finalne rimske pobjede u VII stoljeću. Bez obzira na te pobjede i rimsku krizu 3. stoljeća Perzija će iz ovog rata izaći s teškim ljudskim gubicima i mirovnim sporazumom iz 274. godine kojim će priznati poraz. Mir će ipak kratko trajati pošto novi rat počinje 283. godine kada rimski car Kar objavljuje rat. Novi mirovni sporazum sa samog kraja ovog stoljeća će biti toliko ponižavajući po Perziju da njen kralj Narseh abdicira u sramu 301 godine.

## 4. stoljeće
Ovaj mir će potrajati sve do 337 godine kada perzijski kralj Šapur II. objavljuje rat Rimskom Carstvu. Ovaj rat je trajao 26 godina (s primirjem od 8), a završava velikom rimskim porazom kada car Jovijan potpisuje mir kojim se obvezuje prepustiti Perziji gradove Tigris, Nisibis kao i tamošnje rimske provincije. Također Carstvo se obvezalo da neće više pomagati Armeniju tako da ju je 367 godine Perzija anektirala. Ovaj povijesni trenutak se smatra vrhuncem političke, ekonomske i vojne moći države Sasanida s kojom se Rim neće više usuditi ratovati bez obzira na provokacije tijekom sljedeće polovine stoljeća. U takvim uvjetima sklapa se 384 godine ugovor o prijateljstvu između ove dvije sile kojim se Armenija dijeli na prorimsko i properzijsko kraljevstvo kako bi se uklonio najveći kamen razdora njihovim odnosima. 

## 5. stoljeće
Mir će trajati do 421. godine kada sada već fundamentalističko (samo kršćani mogu biti državni službenici) Rimsko Carstvo najavljuje rat Perziji zbog njenog odnosa prema kršćanima. Mirovnim sporazumom iz sljedeće godine daruje se sloboda vjere kršćanima u Perziji i zoroatristima u Rimskom Carstvu. Također kako bi se spriječili barbarske invazije preko Kavkaza postiže se dogovor da će perzijski vojnici braniti tamošnje puteve, ali sve troškove će snositi Rim. Kada je Rimsko Carstvo "zaboravilo" platiti te troškove 440. godine Perzija je objavila kratki pobjednički rat kojim se vratio status quo. Kako su se obje ove države nalazile pod čestim barbarskim napadima tijekom 5. stoljeća niti jedna od njih nije bila zainteresirana za početak novog rata tako da će mir potrajati više od 60 godina.

## 6. stoljeće
Novi rat je započeo 502 godine kada nakon stupanja na perzijsko prijestolje poslije građanskog rata kralj Kavad I. zahtijeva dodatni novac od cara Anastazija I. Ovaj vladar poznat u povijesti po svojoj štedljivosti to odbija što je bilo jednako objavi rata. Ovaj rat opsada gradova i tvrđava, ali bez pravih bitaka završava veoma brzo 506. godine kada Huni koristeći povlačenje perzijskih trupa s Kavkaza vrše pljačkaški pohod na teritorij obje države. Mir je označio povratak na status quo samo što se sada izričito spominje dužnost Rima za snošenje troškova u perzijskoj obrani Kavkaza dok se prije to vodilo neodređeno kao danak Rimskog Carstva. 
Mir je ovaj put trajao samo 20 godina kada su ga narušila malena kavkaska kršćanska kraljevstva Lazika i Iberija koja su se pobunila protiv perzijskog gospodara. Dok je odluku Lazike da pređe pod zaštitu Rimskog Carstva Kavad I. "progutao" ovu drugu nije mogao tako da 526. godine izbija novi vojni sukob. Ovaj rat će se voditi na do tada najvećem teritoriju od Jemena do Kavkaza i završit će 532. godine povratkom na status quo iz 525. godine tako da je Iberija dana Perziji, a Lazika Rimu.
Sklapanje "vječitog mira" 532. godine je dalo Justinijanu I. slobodne ruke da krene u "oslobađanje" Zapadnih prefektura (Zapadno Rimsko Carstvo) od barbara. Kada su vijesti o rimskom osvajanju Afrike i Rima stigle u Perziju tamošnji kralj Hozroje I. Anuširvan je 540. godine odlučio objaviti rat kako bi se spriječilo ostvarenje Justinijanovog sna o obnovljenom Rimskom Carstvu u njegovom punom sjaju. Novi rat će trajati sve do 557 godine godine i imat će obostrano katastrofalne posljedice. Da li je ovaj rat kao nuspojavu imao Justinijanovu kugu ili se ona potpuno neovisno pojavila 541. godine danas se sa sigurnošću ne može potvrditi. Bez obzira na to posljedice su za stari svijet bile katastrofalne. Procjenjuje se da ja na Mediteranu od ove bolesti preminula trećina stanovništva (u samom Carigradu 40 %), a ona će se potom u smrtonosnim valovima vraćati sve do 750. godine. 
Kao što je prethodni rat trebao završiti nakon samo 5 godina, a ponovno se bio rasplamsao akcijama lokalnih kavkaskih moćnika tako je i rat iz 572. godine započeo iz identičnih razloga kada su se Armenija i Iberija pobunile protiv Perzije. Ovaj sukob će završiti tek 592 godine kada će završiti tamošnji građanski rat pobjedom Horzoja II. Zahvalan na primljenoj pomoći od strane rimske vojske i cara Mauricija za stupanje na prijestolje novi kralj je ustupio Rimskom Carstvu Iberiju i polovicu perzijske Armenije.

## 7. stoljeće
Ubojstvo cara Mauricija od strane uzurpatora Foke je bila neoprostivi grijeh za perzijskog kralja čiji jedini mogući odgovor je bila objava rata 602. godine. Bez obzira na danas povijesno popularne kritike tadašnjeg rimskog cara prva faza ovog rata je bila neodlučena, a jedini veći perzijski uspjeh je bio pljačkaški prodor u Siriju i Malu Aziju 608 godine. Stupanjem na vlast cara Heraklija 610. godine stanje se prvobitno drastično poboljšalo za Perziju. Već sljedeće godine njena vojska osvaja Siriju, a 613. godine sam car Heraklije je bio potučen u bitci kod Antiohije nakon čega se pobjedniku predaju Damask i Jeruzalem. 618. godine perzijska vojska će osvojiti i Egipat tako da se činilo da je san o obnovljanju carstva Kira Velikog postao stvarnost. 
Poslije tih katastrofalnih poraza car Heraklije je odlučio promijeniti taktiku tako da donosi odluku o pomicanju vojnog djelovanja u brdoviti Kavkaz i Armeniju gdje ima potpunu podršku lokalnog stanovništva. Tom odlukom on dopušta Perziji i Avarima prodor do Carigrada 626 godine pretpostavljajući da on neće pasti dok istovremeno s rimskom vojskom car postepeno prodire u centar Perzijske države.  Također on nagovara Turke iz srednje Azije da objave rat Perziji što rezultira velikom rimskom pobjedničkom kampanjom iz 627 godine kada i sama palača kralja Hozroje II. Parviza pada u rimske ruke, a perzijske snage bivaju potučene u bitci kod Ninive. Nakon tako nagle promjene vojne sreće u Perziji dolazi do puča koji ruši sada osramoćen kralja. Na prijestolje tada dolazi Kavad II. koji sklapa po Perziju nepovoljni mir 628 godine. Jedan od uvjeta toga mira je bilo predaja prepariranog tijela rimskog cara Valerijana kako bi bilo uništeno.

## Muhamed iRimsko Carstvo
Moguća nuspojava ovog posljednjeg rata je nastanak islama. Tijekom ovoga i svih prethodnih rimsko-rerzijskih ratova obje velesile su htjele na razne načine dobiti podršku što većeg broja arapa. Povijesno nepobitne činjenice prihvaćene od svih povjesničara su da je prorok Muhamed od 615. godine propovijedao neupitnu pobjedu Rima u ovom sukobu bez obzira na pad Sirije i Jeruzalema u ruke Perzije. Također postoje pisma koja su izmjenjivana između Heraklija i Muhameda dok je s druge strane Hozroje II. Parviz odbio ikakvu suradnju ili barem dopisivanje s Muhamedom. Jedino pitanje koje ostaje bez sigurnog pozitivnog ili negativnog odgovora je moguća rimska financijska pomoć Muhamedu tijekom njegovog izgnanstva

## Kraj
Ove dvije ratom iscrpljene države će se uskoro naći pod napadom Arapa ujedinjenih islamskom vjerom. Dok je objava rata Perziji 633. godine bila prije svega inspirirana širenjem nove vjere među "neprijateljski" nastrojenim nevjernicima, Bizant je bila potpuno smatrano nevjerničkom ali ne i neprijateljskom silom. 
Današnje područje Iraka koje je do tada bilo gotovo najvažniji ekonomski posjed Perzije praktički odmah 633 godine pada u ruke Arapa. Na tu vijest dolazi do organizacije jedne rimsko-perzijske armije sa zadatkom da izbaci osvajače. Odlučujući okršaj ovog sukoba tako postaje bitka kod Firaza kada Arapi pobjeđuju nekoliko puta veću neprijateljsku vojsku. 
Ova bitka je imala dva rezultata od povijesne važnosti. Prvi je praktički nestanak Perzije čiji će posljednji kralj Jezdegerd III. bježati pred Arapima do svojeg ubojstva 651. godine (njegov sin će pobjeći u Kinu), a drugi je rat protiv Rimskog Carstva koje je svojom intervencijom u Iraku postala neprijateljska država. Više o tim ratovima je moguće pogledati u tekstu Bizantsko-arapski ratovi.

## Napomena
Naziv Rimsko Carstvo tijekom ovih ratova sve do 7. stoljeća je potpuno opravdano s gledišta jedne povijesne škole koja zagovara da Bizant nastaje tek 640. godine kada Egipat pada u ruke Arapa. Razlog za to su drastične promjene u strukturi društva i ekonomiji. Kao primjer je dovoljno navesti da se jedna vrsta žitarica uzgajala do 640 (nakon pada Egipta), a druga poslije kao i prestanak upotrebe ulja (nakon pada Sirije) i početak korištenja masti za pripremanje hrane.